# Transportation Security Administration
La Transportation Security Administration (TSA) è un'agenzia del Dipartimento della sicurezza interna degli Stati Uniti, impiegata nella sicurezza dei trasporti in collegamento o sul suolo statunitense, nata dopo gli eventi dell'11 settembre 2001 per potenziare la sicurezza aeroportuale. Si occupa di gestire la sicurezza delle reti di trasporto come le autostrade, le ferrovie, il trasporto pubblico, i porti, le condutture e le strutture per il trasporto intermodale.
L'obiettivo principale della TSA resta comunque quello della sicurezza aeroportuale e della prevenzione al dirottamento degli aerei tramite ufficiali di controllo nei diversi aeroporti statunitensi addetti al controllo passeggeri, al controllo bagagli e all'intervento con squadre mobili.